# Woordpuzzel

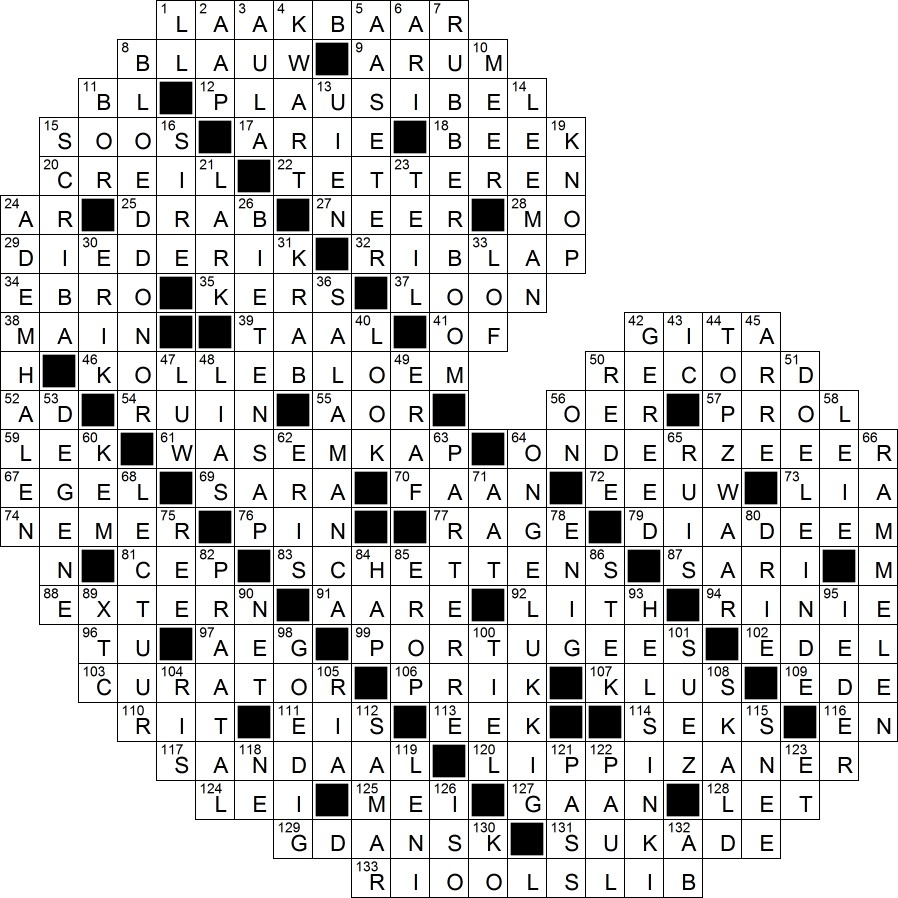
woordpuzzel

Een woordpuzzel of taalpuzzel is een verzamelnaam voor puzzels die direct of indirect te maken hebben met taal. Doel bij het puzzelen is het vinden van woorden of zinnen. 
De naam woordpuzzel wordt ook wel gebruikt voor de puzzelsoort woordzoeker ofwel speurpuzzels.

## Indeling
Er bestaan veel variaties die globaal zijn in te delen naar puzzels waarbij met losse letters, delen van woorden of hele woorden de oplossing moet worden gevonden.
| letters - anagrampuzzel - citaatpuzzel - droedel - paardensprong | woorddelen - aanvulpuzzel - rebus - woordritsen - woordvlechten | woorden - doorloper - kruiswoordpuzzel - woordzoeker - Zweedse puzzel | zinnen - cryptogram |